# Скуратов Іван Федорович
Скуратов Іван Федорович (13 (25) червня 1879 , Високопілля, Валківський повіт, Харківська губернія, Російська імперія  — 28 січня 1951 , Москва ) — радянський актор. Заслужений артист Росії (1937). Лауреат Державної премії Росії (1938).
Народився 25 липня 1879 р. в родині політичного засланця. Був актором Малого Театру (1898—1901, 1925—1951). Працював також у театрах Харкова (1900—1910, 1920—1922), Сімферополя (1919—1920), Євпаторії, Севастополя тощо.
Знімався у фільмах: «Чорні дні» (піп), «Право на жінку» (1930), «Щорс» (1938, батько Боженко. Державна премія Росії, 1938).
Нагороджений двома орденами Трудового Червоного Прапора.